# アルファGPC
L-α-グリセリルホスホリルコリン（アルファGPC、英: L-alpha-Glycerylphosphorylcholine, α-GPC）とは、天然に存在するコリン誘導体の一種で、脳や乳に含まれる。副交感神経に作用するアセチルコリンの前駆体であり、アルツハイマー型認知症を治療するための脳機能改善薬として可能性があるとされる。
α-GPC は血液脳関門を越えてコリンを速やかに脳へと運ぶことができる。神経伝達物質であるアセチルコリンの生合成の前駆体にあたる。
脳卒中やアルツハイマー型認知症における認知障害への α-GPC の効用が研究されている。イタリアでは 2,044 人の脳卒中患者に対する多施設臨床試験で、患者に 1,000 mg/day の量の α-GPC を 28日間、続いて 400 mg/day の量を 5ヶ月間与えた。その試験から、α-GPC が認知能力を回復させることが4種類の尺度で見られ、そのうち3種類の尺度では統計的に有意なところまで達したと報告された。
α-GPC は高純度の大豆レシチンから誘導して得られる。

## 名称
最新のIUPAC-IUB名称はグリセロホスホコリン(英: glycerophosphocholine, GPC)。

### 旧名称
- choline alfoscerate
- glycerylphosphorylcholine
- L-alpha-glycerylphosphorylcholine

## 摂取
| 食品名                                        | GPC含有量 (mg/100g) |
| --------------------------------------------- | ------------------- |
| カッテージチーズ                              | 8.4-9.2             |
| クリームチーズ                                | 9.3                 |
| 牛乳                                          | 7.5                 |
| ガーリック・パウダー                          | 18.0                |
| 鶏(肝臓、ゆで)                                | 8.8                 |
| 鶏(肝臓、生)                                  | 16.0                |
| バナナ(生)                                    | 5.6                 |
| シリアル (ケロッグ、オールブラン、オリジナル) | 4.3                 |
| 小麦胚芽 (トースト済、シリアル用)             | 18.0                |
| 豚(ベーコン、レンジ)                          | 11.0                |
| 豚(ベーコン、生)                              | 4.6                 |
| 豚(挽き肉、調理済)                            | 16.0                |
| 豚(挽き肉、生)                                | 15.0                |
| キャベツ(ゆで)                                | 4.0                 |
| キャベツ(生)                                  | 2.9                 |
| カシューナッツ(ロースト、塩)                  | 3.3                 |
| ヘーゼルナッツ                                | 5.0                 |
| 牛挽き肉(95赤身、生)                          | 3.3                 |
| 牛挽き肉(95赤身、ゆで)                        | 3.3                 |
| 牛(肝臓、生)                                  | 85.0                |
| たら(北大西洋、加熱調理済)                    | 30.0                |
| サーモン(北大西洋、養殖、調理済)              | 41.0                |
| サーモン(北大西洋、養殖、生)                  | 43.0                |
| 銀鮭(アラスカ産、生)                          | 39.0                |
| 紅鮭(アラスカ産、燻製)                        | 130.0               |
| 紅鮭(アラスカ産、生)                          | 53.0                |
| ピーナツバター(スムースタイプ)                | 1.1                 |
| 大豆(生)                                      | 2.9                 |
| クラッカー(小麦)                              | 3.4                 |
| アイスクリーム(バニラ)                        | 13.0                |
| オートブラン(QUAKER、乾燥)                    | 33.0                |
| オートブラン(生)                              | 6.2                 |
| キヌア                                        | 14.0                |

## 安全性
外部リンクも参照のこと。
NOAEL - イヌ 経口 26週間 150mg/kg bw/day
             ヒト 経口 6ヶ月 20mg/kg bw/day
LD50 - マウス、ラット 経口 10,000mg/kg以上
変異原性 - なし
遺伝毒性 - なし